# Théodore Bac
Pour les articles homonymes, voir Bac.
Jean-Baptiste Théodore Bac, né à Limoges, en Haute-Vienne, le 17 mars 1809, mort à Paris le 30 mai 1865 est un avocat et homme politique français, et il a représenté la Haute-Vienne sous la Seconde République, élu à l’Assemblée constituante de 1848, et à l’Assemblée législative de 1849.

## Formation en droit et carrière d’avocat

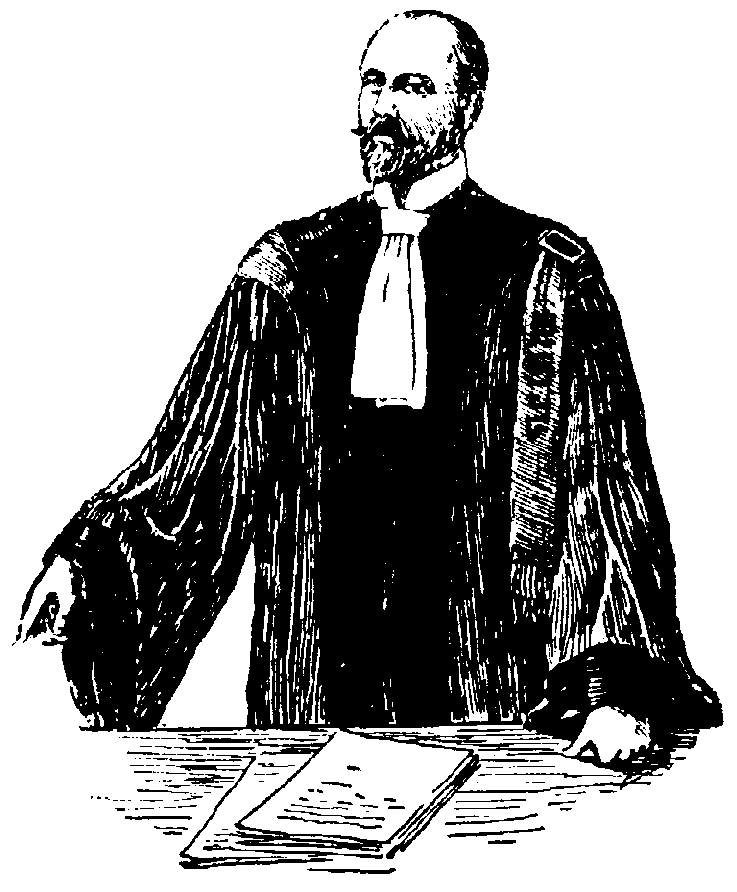
Image d'un avocat au XIX, dans un costume tel que l'a porté Théodore Bac devant les cours de justice.

Théodore Bac est né à Limoges (Haute-Vienne), le 17 mars 1809 (la base de données de l’Assemblée Nationale indique le 17 mars 1809 comme date de naissance de Théodore Bac ; le dictionnaire de Jean Maitron indique le 14 avril 1809 comme date de naissance de Théodore Bac) ; il est issu d’une famille de petits notables, le père de Bac est avoué. Il devient avocat, mais il n'a pas voulu accéder à la magistrature et il occupe une grande place parmi les avocats de cette époque.
Théodore Bac fait ses études classiques au collège royal de Limoges ; Bac a envie de devenir avocat au collège ; il s'est passionné pour les orateurs de l'Antiquité, comme Cicéron ; il mène une scolarité brillante au collège de Limoges ; pendant ces études, il remporte la plupart des prix décernés au collège ; il suit ensuite les cours de la Faculté de Droit, et il est licencié en 1830.
Il débute au barreau de Limoges, et il se fait une place dans cette activité, surtout dans les procès criminels ; les deux procès célèbres de Marie Lafarge et de l’affaire Marcellange, dans lesquels il est présent, appellent sur lui l'attention et lui donnent une grande notoriété ; en même temps, dans les divers procès  intentés par le gouvernement de Louis-Philippe à la presse départementale de l'opposition, il affiche nettement ses opinions démocratiques.
Ainsi, en 1836, Bac défend le journal « La Gazette du Limousin », dont le gérant est Arthur de La Guéronnière, un ami d’enfance ; Bac, foncièrement républicain, défend ce journal, qui est pourtant légitimiste, et qui a été déféré devant une cour pour délit politique ; par la suite, il plaide souvent dans les procès de presse, pour des journaux comme « L’Emancipation » de Toulouse, ou « Le Radical » de Cahors.
En 1845, Bac prononce un éloquent plaidoyer au cours de l'affaire Carier, détenu de la Maison Centrale de Limoges, récidiviste qui a tué de plusieurs coups de couteau, devant de nombreux témoins, un gardien ; Bac obtient un verdict clément après avoir fait le procès de la détention en France ; dans cette plaidoirie, Bac plaide la cause de tous les détenus des maisons centrales ; il dénonce la pratique des châtiments corporels, les privations, la promiscuité, tous les vices du système pénitentiaire.
Il est à noter que la carrière d’avocat et celle d’homme politique ne sont pas séparées chez Théodore Bac, et les idées politiques et sociales que défend l’homme public sont celles pour lesquelles plaident l’avocat devant les tribunaux ; ainsi, à la suite des évènements d’avril 1848, malgré son rôle dirigeant, à Limoges, au moment de ces troubles, il n'est pas de ceux que visent les poursuites consécutives à ces évènements ; cela lui permet de défendre trois inculpés devant les assises de Poitiers : Denis Dussoubs et Marcelin Dussoubs, et François Villegoureix.

## Les actions de l’homme politique

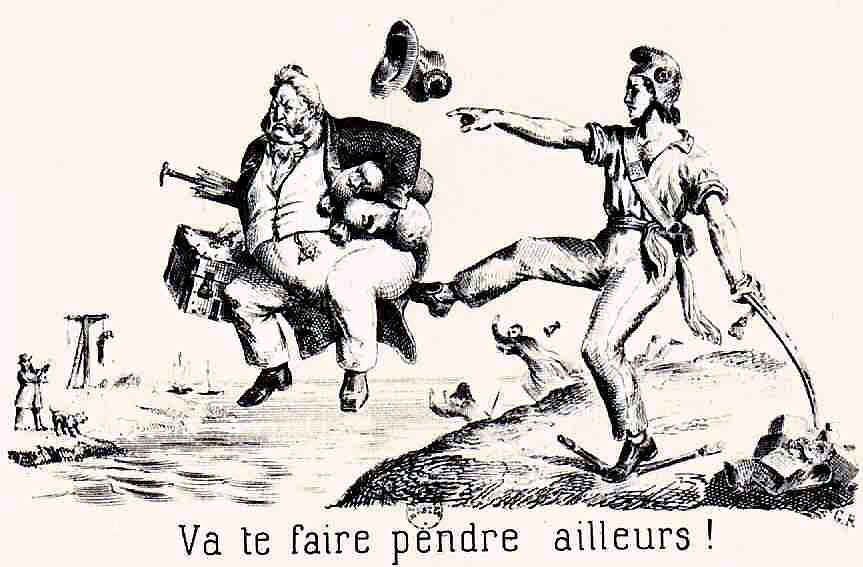
Caricature du roi Louis-Philippe, datant de l'année 1848, où ont lieu des évènements auxquels a participé Théodore Bac.

Théodore Bac joue un rôle politique dans les évènements qui se déroulent de 1848 à 1852.
Dès le début des années 1830, il est membre de l’église saint-simonienne de Limogesn fondée en avril 1831 ; là se retrouvent de jeunes bourgeois libéraux et républicains, comme Denis Dussoubs, né en 1818 à Saint-Léonard-de-Noblat (Haute-Vienne), ou Michel Chevalier, né en 1806 à Limoges.
Le 25 juillet 1833, lors d’une manifestation organisée par les saint-simoniens contre la venue, à Limoges, d’un nouveau préfet, Scipion Mourgue, légitimiste et autoritaire, Théodore Bac est arrêté avant d’être jugé à Poitiers.
Les tenants du saint-simonisme sont attirés par la communauté socialiste qui s’est constituée, à partir de 1845, autour de Pierre Leroux, à Boussac, en Creuse ; on voit les jeunes bourgeois libéraux de Limoges venir « en pèlerinage » à Boussac : Théodore Bac, Denis Dussoubs et Marcelin Dussoubs, François Villegoureix, Albert Talandier.
La République de 1848, dont il salue l'avènement, le nomme commissaire du gouvernement provisoire (préfet) de la Haute-Vienne ; il est également membre de la Société populaire de Limoges, créée le 26 février 1848 ; les électeurs de la Haute-Vienne l'élisent, le 23 avril 1848, à l'Assemblée constituante, le 3e sur 8, par 38 778 voix sur 61 130 votants et 82 272 inscrits ; il prend place à la Montagne, et tous ses votes sont en accord avec ceux de ses collègues de l'extrême-gauche ; ainsi il se prononce, le 18 septembre, pour l'abolition de la peine de mort, le 2 novembre, pour le droit au travail.
Dès le lendemain des élections du mois d’avril 1848, des désordres ont lieu à Limoges, et, pendant près d’un mois, la ville est dans la situation d’une sorte de république autonome d’où les organes habituels d’administration et de maintien de l’ordre se sont retirés ; dans cette période, Théodore Bac remplit, de fait, les fonctions de maire de la ville ; il exerce ainsi ces fonctions municipales de maire de Limoges d’avril 1848 à novembre 1848.
Le 13 mai 1849, il est réélu par ses concitoyens de la Haute-Vienne à l'Assemblée législative, le 2e de la liste, avec 36 609 suffrages sur 57 464 votants et 81 891 inscrits ; en même temps, les électeurs de la Seine l'élisent leur représentant par 112 259 voix ; il opte pour la Haute-Vienne et il siège, comme à la Constituante, sur les bancs de la Montagne ; toutefois, son nom ne figure pas au bas de l'appel aux armes lancé le 13 juin 1849 par ses collègues de l'extrême-gauche ; il s'absente de Paris vers cette époque, et il plaide, à Bordeaux, pour le représentant Lagrange, diffamé par un journal conservateur local.
Il revient occuper son siège ; il vote contre les poursuites réclamées par le gouvernement contre plusieurs députés en raison de leur participation à l'affaire du 13 juin 1849 ; il monte souvent à la tribune pour se prononcer énergiquement contre les projets et les actes de la majorité conservatrice ; d’autre part il combat la politique de l'Élysée.
Il est, le 2 décembre 1851, au nombre des représentants qui se groupent autour de Victor Hugo pour arrêter un plan de résistance ; le triomphe du Coup d'État rend ce plan inutile; en vertu du décret du 11 janvier 1852, Bac se voit intimer l’ordre de quitter la France, ainsi que 65 autres députés ; grâce à l’intervention du prince de la Moskowa, Edgar Ney, pour lequel il a plaidé, et qui est une personne proche du futur Napoléon III, il ne part pas en exil, et il reprend sa place au barreau ; en 1863 et 1864, il échoue aux élections en Haute-Vienne ; à la fin de sa vie, il est malade, affligé par la mort de son fils unique.
Plus tard, donc, il se fait inscrire sur le tableau des avocats du barreau de Paris.
En mars 1864, une élection complémentaire se tient à Paris ; Théodore Bac se porte candidat à la députation ; il se retire ensuite pour laisser place à Louis-Antoine Garnier-Pagès, pour ne pas diviser les voix des partisans de la république et de la démocratie.
Théodore Bac, en août 1864, use de son talent d'avocat pour défendre, devant un tribunal parisien, des hommes politiques (les prévenus sont au nombre de treize, et cette affaire est connue comme le "Procès des Treize") qui, comme Louis-Antoine Garnier-Pagès et Lazare Hippolyte Carnot (il est le père de Sadi Carnot, né à Limoges en 1837, président de la république de 1887 à 1894), sont accusés par le pouvoir de faire partie d'une société interdite (Napoléon III est inquiet à la suite de consultations électorales qui ont vu, en 1863, un nombre important de sièges remportés par les candidats partisans de la république et de la démocratie, et le pouvoir, à travers ce procès, tente d'intimider les opposants politiques).
Théodore Bac est mort à Paris le 30 mai 1865.

## Publications de Théodore Bac

### Textes liés aux activités de l’avocat
(ne sont indiqués ici que deux textes liés à l’une des très nombreuses affaires que Théodore Bac a eu à plaider devant les tribunaux : l’affaire « Jean-Baptiste Colombier, frères, négociants à Bordeaux » - Cour impériale de Paris, 4e chambre - Les frères Colombier ont obtenu du gouvernement argentin une concession de remorquage sur les fleuves Uruguay et Panama par le moyen de deux navires à vapeur commandés à I.-T. Barbey et Cie à qui ils ont cédé le contrat de concession. I.-T. Barbey ayant renoncé et rappelé les navires, Colombier frères réclament le remboursement de leurs dépenses et des dommages intérêts que leur accorde un jugement du Tribunal de commerce de la Seine du 9 juillet 1860. Dont appel)
- Théodore Bac et Renard (avoué), Jean-Baptiste Colombier, frères, négociants à Bordeaux. 1861. Résumé pour J.-B. Colombier frères et Ferreira, intimés, contre I.-T. Barbey et Cie, appelants, Paris, Impr. P. Dupont, 1861
- Théodore Bac et Renard (avoué), Jean-Baptiste Colombier, frères, négociants à Bordeaux. 1862. Pièces produites par J.-B. Colombier frères et Ferreira, intimés, contre I.-T. Barbey et Cie, appelants, Paris, Impr. A. Augros, 1862

### Textes liés aux activités de l’homme politique
- Théodore Bac, Astaix, Baune, Déclaration des représentants de la réunion de la Montagne aux électeurs [7 avril.], Paris, Raginel, sans date
- Théodore Bac, Arnaud, Detours, Assemblée législative. Proposition tendant à abroger la loi électorale du 31 mai 1850 et à remettre en vigueur celle du 27 mars 1849, présentée le 24 juillet 1850, Paris, Impr. de l'Assemblée nationale, 1851
- Théodore Bac, Élections générales de 1863. Circonscription électorale de Limoges (Haute-Vienne) Instruction aux électeurs, Paris, Imp. de Renou et Maulde, 1863
- Théodore Bac, Élections des 20 et 21 mars 1864. Aux électeurs de la 5e Circonscription de la Seine (12 mars 1864), Paris, Imp. de Renou et Maulde, 1864

## Sources
- Pierre Delage, Lycée Gay-Lussac : 5 siècles d'enseignement, Saint-Paul, Le Puy Fraud éd., 2010
- Étienne Meynieux, Audience solennelle de rentrée de la Cour d'appel de Limoges. Discours de rentrée, prononcé le 17 octobre 1887, par M. Meynieux : Théodore Bac, Limoges, Vve H. Ducourtieux, 1887
- Pascal Plas, Avocats et barreaux dans le ressort de la cour d'appel de Limoges, 1811-1939, Limoges, PULIM, 2007